# Budynek Urzędu Miasta w Pilźnie
Budynek Urzędu Miasta w Pilźnie – zabytkowa neorenesansowa (lub eklektyczna) kamienica, znajdująca się w północnej pierzei Rynku w Pilźnie.

## Historia
Na miejscu magistratu stały dawniej dwie kamienice, przypuszczalnie parterowe, z podcieniami. W jednej z nich mieściła się siedziba władz miejskich, przeniesiona po rozebraniu ratusza w 1774 r. W 1868 r. przeznaczono tam również dwie sale na szkołę.
Dwie parcele zostały połączone po 1877 r. – pożar miasta zniszczył wówczas północną pierzeję rynku, a władze miejskie dokupiły sąsiednią posesję. Powstał wtedy obiekt o wyglądzie zbliżonym do obecnego.
Ważniejsze remonty odbywały się w latach 60. XX w. oraz w 2004 r.

## Architektura
Budynek jest dwukondygnacyjny i podpiwniczony, zaprojektowany został na planie nieregularnym. Wybudowano go z cegły, na kamienno-ceglanych fundamentach.
Fasada (elewacja południowa) jest siedmioosiowa, z gzymsem międzykondygnacyjnym. Zdobiona jest poziomym, pasowym boniowaniem. Okna na piętrze ujęte są ozdobnymi opaskami. Wejście główne znajduje się w portalu tworzonym przez pilastry, a okno nad nim umieszczone jest w aediculi z trójkątnym frontonem. Elewacje od strony podwórza pozbawione są detalu.
Korpus jest pięcioosiowy, z sienią zakończoną ryzalitem, mieszczącym klatkę schodową. Zachodnia oś przedłużona jest o trzyosiowe skrzydło.
Na parterze obiektu zachowały się sklepienia kolebkowe, z lunetami, na gurtach oraz sklepienia żaglaste na gurtach. Posadzki wykładane są płytkami ceramicznymi oraz lastriko. Piwnice, murowane z kamienia i z cegły oraz nieotynkowane, nakryto sklepieniami kolebkowymi.
Dach budynku jest dwuspadowy, kryty blachą. Więźba dachowa jest drewniana o konstrukcji stolcowej.
Powierzchnia użytkowa obiektu wynosi 1 325 m², kubatury 6 025 m³.